# Szestopałowka
Szestopałowka (ros. Шестопаловка, baszk. Шестопаловка) – wieś (ros. деревня, trb. dieriewnia) w Baszkirii w rejonie dawlekanowskim. 1 stycznia 2009 r. wieś zamieszkiwały 83 osoby, z których 70% stanowili Rosjanie.